# Sulęczyno (Poméranie)
Pour les articles homonymes, voir Sulęczyno.
Sulęczyno est une localité polonaise, siège de la gmina rurale de Sulęczyno située dans le  powiat de Kartuzy en voïvodie de Poméranie. Elle se trouve à environ 31 km à l'ouest de Kartuzy et 59 km à l'ouest de la capitale régionale Gdańsk.

## Géographie

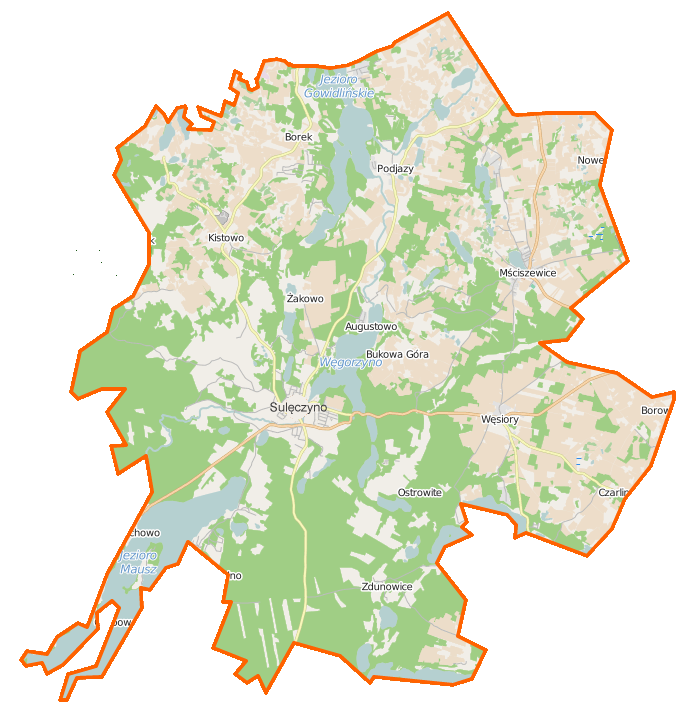
Carte de la gmina de Sulęczyno.